# گنجشک خاکی
گنجشک خاکی یا گنجشک صخره‌ای کم‌رنگ (نام علمی: Carpospiza brachydactyla) نام یک گونه از تیره گنجشک است.